# John Vanderbank

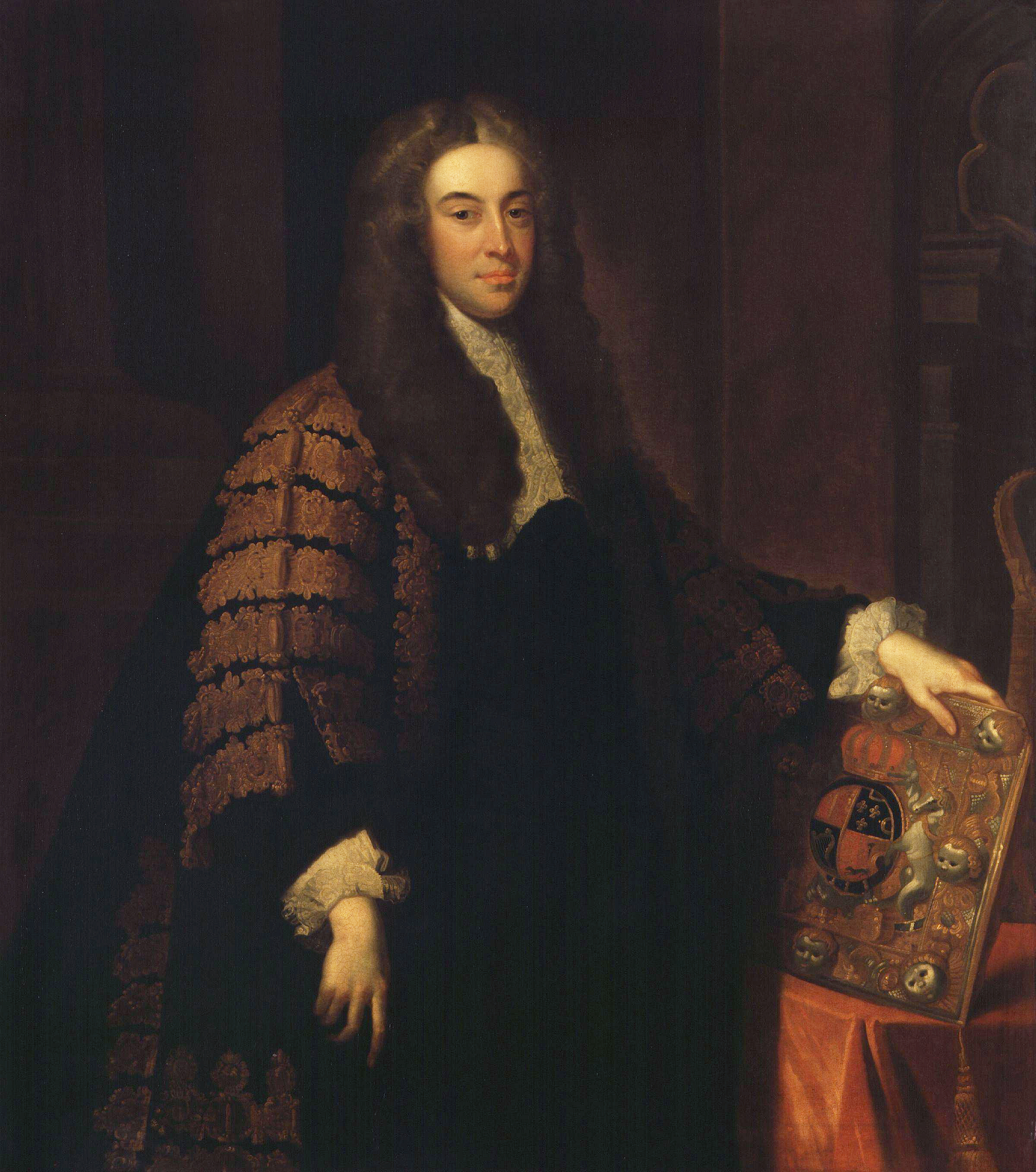
Portret van de Britse politicus Charles Talbot, National Portrait Gallery, Londen

John Vanderbank (verschillende naamsvermeldingen komen voor, Londen, 9 september 1694 – aldaar, 23 december 1739) was een Engels kunstschilder en boekillustrator. Hij produceerde onder andere historie- en genrestukken, maar maakte vooral naam als portretschilder.
Vanderbank was een zoon van de uit Parijs afkomstige tapijtwever John Vanderbank, die zich als hugenoot gedwongen zag naar Holland te trekken, waarna hij zich vestigde in Londen, waar hij in Soho een tapijtweverij opzette.
John Vanderbank studeerde vanaf 1711 aan de academie van de portretschilder Godfrey Kneller en stichtte in 1720 samen met Louis Chéron de Saint Martin's Lane Academy of Art. Ten tijde van George I maakte hij enige tijd opgang als portrettist. Zijn levensstijl bracht hem echter keer op keer in de problemen en in 1729 vluchtte hij naar Frankrijk om te ontkomen aan zijn schuldeisers. Na korte tijd keerde hij terug naar Engeland, waar hij in de 'Liberties of the Fleet' (een redelijk vrije schuldenaarsgevangenis) zijn schulden voldeed.
Vanderbank schilderde onder andere een portret van George I en van Isaac Newton. Als illustrator maakte hij werk voor een Spaanstalige uitgave van Don Quichote, die in 1738 in Londen werd uitgegeven.
John Vanderbank stierf in zijn woonhuis in Londen aan de gevolgen van tuberculose.